# Aleksandr Herzen
Aleksandr Ivanovici Herzen (în rusă: Алекса́ндр Ива́нович Ге́рцен) (n. 6 aprilie [S.V. 25 martie] 1812 - d. 21 ianuarie [S.V. 9 ianuarie] 1870) a fost un prozator, filozof și democrat-revoluționar rus.
Ultima parte a vieții a petrecut-o la Londra, unde editează ziarul revoluționar Kolokol.
Scrierile sale dezvoltă, după modelul școlii naturale, ideea impactului societății asupra personalității.

## Scrieri
- 1842/1845: Opere filosofice alese
- 1846: Doktor Krupov
- 1847: Cine-i de vină? ("Kto vinovat?")
- 1848: Coțofana hoață ("Sorokavorovka")
- 1861/1867: Amintiri și cugetări ("Bîloc i dumî").

## Traduceri în română
- Herzen, A. I., Cine-i de vină?, tradus de Tamara Gane, București, 1962: Editura pentru Literatură Universală, p. 258